# کانتیوکوفکا
کانتیوکوفکا (انگلیسی: Kantyukovka) یک شهرک در شهرستان استرلیتاماکسکی استان باشقیرستان کشور روسیه است.